# ホンダット県
ホンダット県（ホンダットけん、ベトナム語：Huyện Hòn Đất / 縣塊坦?）は、ベトナム社会主義共和国キエンザン省の県。面積は1,035km²、人口は156,223人（2019年）である。

## 行政区画
2市鎮12社から構成される。